# WCT Invitational 1980
Il WCT Invitational 1980 è stato un torneo di tennis giocato sul sintetico indoor. È stata la 3ª edizione del torneo che fa parte del Volvo Grand Prix 1980. Si è giocato a Salisbury negli USA dal 24 al 30 marzo 1980.

## Campioni

### Singolare maschile
Björn Borg ha battuto in finale  Vijay Amritraj con il punteggio di 7–5, 6–1, 6–3

### Doppio maschile
- Doppio non disputato